# 2018-as labdarúgó-világbajnokság-selejtező (AFC – 2. forduló)
A 2018-as labdarúgó-világbajnokság ázsiai selejtezőjének 2. fordulójának (és a 2019-es Ázsia-kupa selejtezőjének) mérkőzéseit tartalmazó lapja.

## Lebonyolítás
A második fordulóban 40 csapat vett részt: az 1–34. helyen rangsoroltak és az első forduló 6 továbbjutója. A csapatokat nyolc darab ötcsapatos csoportba sorsolták, ahol körmérkőzéses oda-visszavágós rendszerben mérkőztek meg egymással.
A nyolc csoportgyőztes és a négy legjobb második helyezett továbbjutott a harmadik fordulóba, és egyúttal kijutott a 2019-es Ázsia-kupára. A nyolc harmadik és a négy legjobb negyedik helyezett továbbjutott az Ázsia-kupa selejtező, 3. fordulójába. A további csapatok az Ázsia-kupa selejtező, rájátszásába kerültek.

## Kiemelés
A csoportok sorsolását 2015. április 14-én, 17 órától tartották Kuala Lumpurban.
A kiemelést a 2015. áprilisi FIFA-világranglista alapján határozták meg. A 40 csapatot 5 kalapba sorsolták be:
- Az 1. kalapba az 1–8. helyezett csapatok kerültek
- A 2. kalapba a 9–16. helyezett csapatok kerültek
- A 3. kalapba a 17–24. helyezett csapatok kerültek
- A 4. kalapba a 25–32. helyezett csapatok kerültek
- Az 5. kalapba a 33–40. helyezett csapatok kerültek

Mindegyik csoportba egy-egy csapat került a kalapokból.
A dőlt betűvel jelzett csapatok az első fordulóból jutottak tovább, és jobb helyezésük volt, mint az 5. kalapos csapatoknak.
| 1. kalap | 2. kalap | 3. kalap | 4. kalap | 5. kalap |
| --- | --- | --- | --- | --- |
| - Irán (40.) - Japán (50.) - Dél-Korea (57.) - Ausztrália (63.) - Egyesült Arab Emírségek (68.) - Üzbegisztán (73.) - Kína (82.) - Irak (86.) | - Szaúd-Arábia (95.) - Omán (97.) - Katar (99.) - Jordánia (103.) - Bahrein (108.) - Vietnám (125.) - Szíria (126.) - Kuvait (127.) | - Afganisztán (135.) - Fülöp-szigetek (139.) - Palesztina (140.) - Maldív-szigetek (141.) - Thaiföld (142.) - Tádzsikisztán (143.) - Libanon (144.) - India (147.) | - Kelet-Timor (152.) - Kirgizisztán (153.) - Észak-Korea (157.) - Mianmar (158.) - Türkmenisztán (159.) - Indonézia (159.) - Szingapúr (162.) - Bhután (163.) | - Malajzia (164.) - Hongkong (167.) - Banglades (167.) - Jemen (170.) - Guam (175.) - Laosz (178.) - Kambodzsa (179.) - Tajvan (179.) |

## Csoportok
Sorrend meghatározása
A selejtezők során a csoportokban a következők szerint kellett meghatározni a sorrendet:
1. több szerzett pont az összes mérkőzésen (egy győzelemért 3 pont, egy döntetlenért 1 pont jár, a vereségért nem jár pont)
2. jobb gólkülönbség az összes mérkőzésen
3. több lőtt gól az összes mérkőzésen
4. több szerzett pont az azonosan álló csapatok között lejátszott mérkőzéseken
5. jobb gólkülönbség az azonosan álló csapatok között lejátszott mérkőzéseken
6. több lőtt gól az azonosan álló csapatok között lejátszott mérkőzéseken
7. több idegenben szerzett gól (ha két csapat áll azonosan)
8. rájátszás mérkőzés semleges helyszínen, hosszabbítással és büntetőkkel

Az időpontok helyi idő szerint értendők.

### A csoport
| Hely. | Csapat                  | M | Gy | D | V | G+ | G– | Gk  | P  | Továbbjutás                                             |  | Szaúd-Arábia | Egyesült Arab Emírségek | Palesztina | Malajzia | Kelet-Timor |
| ----- | ----------------------- | - | -- | - | - | -- | -- | --- | -- | ------------------------------------------------------- |  | ------------ | ----------------------- | ---------- | -------- | ----------- |
| 1.    | Szaúd-Arábia            | 8 | 6  | 2 | 0 | 28 | 4  | +24 | 20 | Továbbjutott a 3. fordulóba és kijutott az Ázsia-kupára |  | —            | 2–1                     | 3–2        | 2–0      | 7–0         |
| 2.    | Egyesült Arab Emírségek | 8 | 5  | 2 | 1 | 25 | 4  | +21 | 17 | Továbbjutott a 3. fordulóba és kijutott az Ázsia-kupára |  | 1–1          | —                       | 2–0        | 10–0     | 8–0         |
| 3.    | Palesztina              | 8 | 3  | 3 | 2 | 22 | 6  | +16 | 12 | Továbbjutott az Ázsia-kupa selejtező, 3. fordulójába    |  | 0–0          | 0–0                     | —          | 6–0      | 7–0         |
| 4.    | Malajzia                | 8 | 1  | 1 | 6 | 3  | 30 | −27 | 4  | Továbbjutott az Ázsia-kupa selejtező, rájátszásába      |  | 0–3          | 1–2                     | 0–6        | —        | 1–1         |
| 5.    | Kelet-Timor             | 8 | 0  | 2 | 6 | 2  | 36 | −34 | 2  | Továbbjutott az Ázsia-kupa selejtező, rájátszásába      |  | 0–1          | 0–1                     | 1–1        | 0–1      | —           |

1. ↑  A Malajzia–Szaúd-Arábia mérkőzés 2015. szeptember 8-án, a 87. percben félbeszakadt, mert a nézők tárgyakat dobáltak a pályára. Szaúd-Arábia 2–1-re vezetett. 2015. október 5-én a mérkőzést a FIFA 3–0 arányban Szaúd-Arábia javára írta.[6][7]

| 2015. június 11. 20:45 (UTC+8) |

| Malajzia  | 1–1               | Kelet-Timor |
| --------- | ----------------- | ----------- |
| Safee 34' | (1–0) Jegyzőkönyv | Saro 90+3'  |

| Bukit Jalil National Stadium, Kuala Lumpur Nézőszám: 5000 Játékvezető: Jarred Gillett (ausztrál) |

| 2015. június 11. 21:00 (UTC+3) |

| Szaúd-Arábia                      | 3–2               | Palesztina                 |
| --------------------------------- | ----------------- | -------------------------- |
| Al-Shehri 6' Al-Sahlawi 46' 90+4' | (1–0) Jegyzőkönyv | Tamburrini 51' Jadue 90+1' |

| Prince Mohamed bin Fahd Stadium, Dammam Nézőszám: 4820 Játékvezető: Abdulramán al-Dzsasszím (katari) |

| 2015. június 16. 16:00 (UTC+8) |

| Kelet-Timor | 0–1               | Egyesült Arab Emírségek |
| ----------- | ----------------- | ----------------------- |
|             | (0–0) Jegyzőkönyv | O. Abdulrahman 80'      |

| Shah Alam Stadium, Shah Alam (Malajzia) Nézőszám: 200 Játékvezető: Ma Ning (kínai) |

| 2015. június 16. 20:45 (UTC+8) |

| Malajzia | 0–6               | Palesztina                                           |
| -------- | ----------------- | ---------------------------------------------------- |
|          | (0–3) Jegyzőkönyv | Al-Batat 9' Maraaba 22' 75' Seyam 41' 86' Yousef 63' |

| Bukit Jalil National Stadium, Kuala Lumpur Nézőszám: 3000 Játékvezető: Kim Szangu (Kim Sang-woo) (dél-koreai) |

| 2015. szeptember 3. 19:15 (UTC+4) |

| Egyesült Arab Emírségek                                                    | 10–0              | Malajzia |
| -------------------------------------------------------------------------- | ----------------- | -------- |
| Salem 16' Mabkhout 22' 33' 76' Khalil 24' 29' 70' 78' Fardan 25' Ahmed 37' | (7–0) Jegyzőkönyv |          |

| Mohammed Bin Zayed Stadium, Abu Dhabi Nézőszám: 7822 Játékvezető: Abdulramán al-Dzsasszím (katari) |

| 2015. szeptember 3. 20:40 (UTC+3) |

| Szaúd-Arábia                                                                              | 7–0               | Kelet-Timor |
| ----------------------------------------------------------------------------------------- | ----------------- | ----------- |
| Al-Shehri 2' Al-Sahlawi 23' (11-esből) 26' 71' Al-Faraj 30' Al-Jassim 32' Al-Muwallad 73' | (5–0) Jegyzőkönyv |             |

| King Abdullah Sports City, Dzsidda Nézőszám: 11 000 Játékvezető: Abdulramán al-Dzsasszím (katari) |

| 2015. szeptember 8. 20:45 (UTC+8) |

| Malajzia  | 0–3 megállapított | Szaúd-Arábia                 |
| --------- | ----------------- | ---------------------------- |
| Safiq 70' | Jegyzőkönyv       | Al-Jassim 73' Al-Sahlawi 76' |

| Shah Alam Stadium, Shah Alam Nézőszám: 7000 Játékvezető: Liu Kwok Man (hongkongi) |

| 2015. szeptember 8. 17:00 (UTC+3) |

| Palesztina | 0–0         | Egyesült Arab Emírségek |
| ---------- | ----------- | ----------------------- |
|            | Jegyzőkönyv |                         |

| Faisal Al-Husseini International Stadium, Al-Ram Nézőszám: 15 000 Játékvezető: Ali Sabah Adday Al-Qaysi (iraki) |

| 2015. október 8. 16:00 (UTC+9) |

| Kelet-Timor | 1–1               | Palesztina       |
| ----------- | ----------------- | ---------------- |
| Saro 54'    | (0–0) Jegyzőkönyv | Abu Nahyeh 90+2' |

| Dili Municipal Stadium, Dili Nézőszám: 2000 Játékvezető: Kim Dongdzsin (Kim Dong-jin) (dél-koreai) |

| 2015. október 8. 20:00 (UTC+3) |

| Szaúd-Arábia                  | 2–1               | Egyesült Arab Emírségek |
| ----------------------------- | ----------------- | ----------------------- |
| Al-Sahlawi 45' 90' (11-esből) | (1–1) Jegyzőkönyv | Khalil 18'              |

| King Abdullah Sports City, Jeddah Nézőszám: 32 482 Játékvezető: Muhammad Taqi Aljaafari Bin Jahari (szingapúri) |

| 2015. október 13. |

| Kelet-Timor | 0–1               | Malajzia |
| ----------- | ----------------- | -------- |
|             | (0–1) Jegyzőkönyv | Amri 10' |

| Dili Municipal Stadium, Dili Nézőszám: 2500 Játékvezető: Kim Higon (Kim Hee-gon) (dél-koreai) |

| 2015. november 9. 18:00 (UTC+3) |

| Palesztina | 0–0         | Szaúd-Arábia |
| ---------- | ----------- | ------------ |
|            | Jegyzőkönyv |              |

| Amman International Stadium, Ammán (Jordánia) Nézőszám: 10 000 Játékvezető: Adham Makhadmeh (jordán) |

| 2015. november 12. 16:00 (UTC+2) |

| Palesztina                                                | 6–0               | Malajzia |
| --------------------------------------------------------- | ----------------- | -------- |
| Zorrilla 37' Nahyeh 38' 45' 58' Seyam 88' Ihbeisheh 90+1' | (3–0) Jegyzőkönyv |          |

| Amman International Stadium, Ammán (Jordánia) Nézőszám: 9772 Játékvezető: Ahmed Al Kaf (ománi) |

| 2015. november 12. 18:15 (UTC+4) |

| Egyesült Arab Emírségek                                                  | 8–0               | Kelet-Timor |
| ------------------------------------------------------------------------ | ----------------- | ----------- |
| Ali 15' 19' Khalil 43' 53' (11-esből) 56' 57' Al Bloushi 54' Alhasmi 87' | (3–0) Jegyzőkönyv |             |

| Mohammad Bin Zayed Stadium, Abu Dzabi Nézőszám: 7870 Játékvezető: Mohsen Torki (iráni) |

| 2015. november 17. 16:00 (UTC+8) |

| Kelet-Timor  | 0–10              | Szaúd-Arábia |
| ------------ | ----------------- | --- |
| Oliveira 87′ | (0–4) Jegyzőkönyv | Al-Sahlawi 29' (11-esből) 42' 55' (11-esből) 70' 89' Hawsawi 34' Al-Shehri 35' Al-Jassim 85' Hazazi 90' Al-Muwallad 90+2' |

| Municipal Stadium, Dili Nézőszám: 2000 Játékvezető: Alan Milliner (ausztrál) |

| 2015. november 17. 20:45 (UTC+8) |

| Malajzia     | 1–2               | Egyesült Arab Emírségek    |
| ------------ | ----------------- | -------------------------- |
| Bakhtiar 59' | (0–1) Jegyzőkönyv | Abdulrahman 22' Khalil 52' |

| Shah Alam Stadium, Shah Alam Nézőszám: 100 Játékvezető: Tóma Maszaaki (japán) |

| 2016. március 24. 19:00 (UTC+4) |

| Egyesült Arab Emírségek            | 2–0               | Palesztina  |
| ---------------------------------- | ----------------- | ----------- |
| el-Hamádi 32' Halíl 60' (11-esből) | (1–0) Jegyzőkönyv | Darwish 68′ |

| Mohammad Bin Zayed Stadium, Abu-Dzabi Nézőszám: 15 822 Játékvezető: Ben Williams (ausztrál) |

| 2016. március 24. 20:30 (UTC+3) |

| Szaúd-Arábia                 | 2–0               | Malajzia |
| ---------------------------- | ----------------- | -------- |
| Al-Sahlawi 50' Al-Jassim 74' | (0–0) Jegyzőkönyv |          |

| King Abdullah Sports City Stadium, Dzsidda Nézőszám: 34 839 Játékvezető: Kim Dongdzsin (dél-koreai) |

| 2016. március 29. 17:00 (UTC+2) |

| Palesztina                                                         | 7–0               | Kelet-Timor |
| ------------------------------------------------------------------ | ----------------- | ----------- |
| Ihbeisheh 2' Cantillana 18' 66' Pinto 32' 39' Awad 77' Bahdari 90' | (4–0) Jegyzőkönyv |             |

| Dura Stadium, Hebron Nézőszám: 6000 Játékvezető: Hettikamkanamge Perera (Srí Lanka-i) |

| 2016. március 29. 19:00 (UTC+3) |

| Egyesült Arab Emírségek | 1–1               | Szaúd-Arábia  |
| ----------------------- | ----------------- | ------------- |
| ar-Rahmán 52'           | (0–1) Jegyzőkönyv | Al-Jassim 24' |

| Mohammad Bin Zayed Stadium, Abu-Dzabi Nézőszám: 32 325 Játékvezető: Naváf Sukralláh (bahreini) |

### B csoport
| Hely. | Csapat        | M | Gy | D | V | G+ | G– | Gk  | P  | Továbbjutás                                             |  | Ausztrália (ország) | Jordánia | Kirgizisztán | Tádzsikisztán | Banglades |
| ----- | ------------- | - | -- | - | - | -- | -- | --- | -- | ------------------------------------------------------- |  | ------------------- | -------- | ------------ | ------------- | --------- |
| 1.    | Ausztrália    | 8 | 7  | 0 | 1 | 29 | 4  | +25 | 21 | Továbbjutott a 3. fordulóba és kijutott az Ázsia-kupára |  | —                   | 5–1      | 3–0          | 7–0           | 5–0       |
| 2.    | Jordánia      | 8 | 5  | 1 | 2 | 21 | 7  | +14 | 16 | Továbbjutott a 3. fordulóba és kijutott az Ázsia-kupára |  | 2–0                 | —        | 0–0          | 3–0           | 8–0       |
| 3.    | Kirgizisztán  | 8 | 4  | 2 | 2 | 10 | 8  | +2  | 14 | Továbbjutott az Ázsia-kupa selejtező, 3. fordulójába    |  | 1–2                 | 1–0      | —            | 2–2           | 2–0       |
| 4.    | Tádzsikisztán | 8 | 1  | 2 | 5 | 9  | 20 | −11 | 5  | Továbbjutott az Ázsia-kupa selejtező, rájátszásába      |  | 0–3                 | 1–3      | 0–1          | —             | 5–0       |
| 5.    | Banglades     | 8 | 0  | 1 | 7 | 2  | 32 | −30 | 1  | Továbbjutott az Ázsia-kupa selejtező, rájátszásába      |  | 0–4                 | 0–4      | 1–3          | 1–1           | —         |

| 2015. június 11. 17:00 (UTC+6) |

| Banglades          | 1–3               | Kirgizisztán                                 |
| ------------------ | ----------------- | -------------------------------------------- |
| Kichin 32' (öngól) | (1–3) Jegyzőkönyv | Zemlianukhin 8' 41' Bernhardt 29' (11-esből) |

| Bangabandhu National Stadium, Dhaka Nézőszám: 10 000 Játékvezető: Sukhbir Singh (szingapúri) |

| 2015. június 11. 20:00 (UTC+5) |

| Tádzsikisztán | 1–3               | Jordánia                 |
| ------------- | ----------------- | ------------------------ |
| Dzhalilov 66' | (0–1) Jegyzőkönyv | Abdel-Fattah 29' 63' 88' |

| Pamir Stadium, Dushanbe Nézőszám: 19 000 Játékvezető: Mohsen Torky (iráni) |

| 2015. június 16. 17:00 (UTC+6) |

| Banglades | 1–1               | Tádzsikisztán  |
| --------- | ----------------- | -------------- |
| Hasan 50' | (0–0) Jegyzőkönyv | Fatkhuloev 88' |

| Bangabandhu National Stadium, Dhaka Nézőszám: 12 000 Játékvezető: I Minhu (Lee Min-hu) (dél-koreai) |

| 2015. június 16. 20:00 (UTC+6) |

| Kirgizisztán   | 1–2               | Ausztrália         |
| -------------- | ----------------- | ------------------ |
| Baymatov 90+2' | (0–1) Jegyzőkönyv | Jedinak 2' Oar 67' |

| Spartak Stadium, Bishkek Nézőszám: 18 000 Játékvezető: Khamis Al-Marri (katari) |

| 2015. szeptember 3. 19:00 (UTC+8) |

| Ausztrália                                               | 5–0               | Banglades |
| -------------------------------------------------------- | ----------------- | --------- |
| Leckie 6' Rogić 8' Barman 20' (öngól) Burns 29' Mooy 61' | (4–0) Jegyzőkönyv |           |

| Perth Oval, Perth Nézőszám: 19 495 Játékvezető: Võ Minh Trí (vietnámi) |

| 2015. szeptember 3. 19:00 (UTC+3) |

| Jordánia | 0–0         | Kirgizisztán |
| -------- | ----------- | ------------ |
|          | Jegyzőkönyv |              |

| Amman International Stadium, Amman Nézőszám: 5012 Játékvezető: Mohd Amirul Izwan Yaacob (malajziai) |

| 2015. szeptember 8. 17:00 (UTC+6) |

| Banglades | 0–4               | Jordánia                                             |
| --------- | ----------------- | ---------------------------------------------------- |
|           | (0–2) Jegyzőkönyv | Deeb 13' (11-esből) 56' Abu Amarah 33' Al-Bakhit 58' |

| Bangabandhu National Stadium, Dhaka Nézőszám: 12 000 Játékvezető: Yu Ming-hsun (tajvani) |

| 2015. szeptember 8. 18:00 (UTC+5) |

| Tádzsikisztán | 0–3               | Ausztrália                    |
| ------------- | ----------------- | ----------------------------- |
|               | (0–0) Jegyzőkönyv | Milligan 57' Cahill 73' 90+1' |

| Pamir Stadium, Dushanbe Nézőszám: 19 000 Játékvezető: Jameel Abdulhusin (bahreini) |

| 2015. október 8. 17:00 (UTC+3) |

| Jordánia                                   | 2–0               | Ausztrália |
| ------------------------------------------ | ----------------- | ---------- |
| Abdel-Fattah 47' (11-esből) Al-Dardour 84' | (0–0) Jegyzőkönyv |            |

| Amman International Stadium, Amman Nézőszám: 11 462 Játékvezető: Masaaki Toma (japán) |

| 2015. október 8. 20:00 (UTC+6) |

| Kirgizisztán                                 | 2–2               | Tádzsikisztán                     |
| -------------------------------------------- | ----------------- | --------------------------------- |
| Duyshobekov 7' Zemlianukhin 90+4' (11-esből) | (1–0) Jegyzőkönyv | Jalilov 65' Vasiev 71' (11-esből) |

| Spartak Stadium, Bishkek Nézőszám: 17 600 Játékvezető: Mooud Bonyadifard (iráni) |

| 2015. október 13. 20:00 (UTC+6) |

| Kirgizisztán       | 2–0               | Banglades |
| ------------------ | ----------------- | --------- |
| Lux 27' Amirov 89' | (1–0) Jegyzőkönyv |           |

| Spartak Stadium, Bishkek Nézőszám: 12 001 Játékvezető: Jameel Abdulhusin (bahreini) |

| 2015. október 13. 19:00 (UTC+3) |

| Jordánia                              | 3–0               | Tádzsikisztán |
| ------------------------------------- | ----------------- | ------------- |
| Al-Dardour 65' 90+4' Abdel-Fattah 67' | (0–0) Jegyzőkönyv |               |

| Amman International Stadium, Amman Nézőszám: 15 000 Játékvezető: Abdullah Al Hilali (ománi) |

| 2015. november 12. 20:00 (UTC+10) |

| Ausztrália                                           | 3–0               | Kirgizisztán |
| ---------------------------------------------------- | ----------------- | ------------ |
| Jedinak 40' (11-esből) Cahill 50' Amirov 69' (öngól) | (1–0) Jegyzőkönyv |              |

| Canberra Stadium, Canberra Nézőszám: 19 412 Játékvezető: Kim Szangu (Kim Sang-woo) (Dél-koreai) |

| 2015. november 12. 17:00 (UCT+5) |

| Tádzsikisztán                                    | 5–0               | Banglades |
| ------------------------------------------------ | ----------------- | --------- |
| Dzhalilov 16' 26' 59' 74' Nazarov 51' (11-esből) | (2–0) Jegyzőkönyv |           |

| Central Republican Stadium, Dusanbe Nézőszám: 5500 Játékvezető: Ali Al Qaysi (iraki) |

| 2015. november 17. 17:30 (UTC+6) |

| Banglades | 0–4               | Ausztrália                    |
| --------- | ----------------- | ----------------------------- |
|           | (0–4) Jegyzőkönyv | Cahill 6' 32' 37' Jedniak 43' |

| Bangabandhu National Stadium, Dakka Nézőszám: 19 730 Játékvezető: Wang Di (kínai) |

| 2015. november 17. 20:00 (UTC+6) |

| Kirgizisztán     | 1–0               | Jordánia |
| ---------------- | ----------------- | -------- |
| Zemlianukhin 48' | (0–0) Jegyzőkönyv |          |

| Dolen Omurzakov Stadium, Biskek Nézőszám: 14 000 Játékvezető: Charymurat Kurbanov (türkmén) |

| 2016. március 24. 19:30 (UTC+10:30) |

| Ausztrália                                                                           | 7–0               | Tádzsikisztán |
| ------------------------------------------------------------------------------------ | ----------------- | ------------- |
| Luongo 3' Jedinak 13' (11-esből) Milligan 57' (11-esből) Burns 67' 87' Rogic 70' 72' | (2–0) Jegyzőkönyv |               |

| Adelaide Oval, Adelaide Nézőszám: 35 439 Játékvezető: Fahad Al-Marri (katari) |

| 2016. március 24. 14:30 (UTC+2) |

| Jordánia                                                                                                  | 8–0               | Banglades |
| --- | ----------------- | --------- |
| Al-Dardour 7' 23' 40' Deeb 29' (11-esből) Al-Rawashdeh 32' Faisal 63' Al-Naber 82' Samir 90+2' (11-esből) | (5–0) Jegyzőkönyv |           |

| Amman International Stadium, Ammán Nézőszám: 6000 Játékvezető: Muhammad Bin Jahari (szingapúri) |

| 2016. március 29. 20:00 (UTC+10) |

| Ausztrália                                   | 5–1               | Jordánia |
| -------------------------------------------- | ----------------- | -------- |
| Cahill 24' 44' Mooy 39' Rogic 53' Luongo 69' | (3–0) Jegyzőkönyv | Deeb 90' |

| Sydney Football Stadium, Sydney Nézőszám: 24 975 Játékvezető: Kim Dzsonghjok (dél-koreai) |

| 2016. március 29. 18:00 (UTC+4) |

| Tádzsikisztán | 0–1               | Kirgizisztán |
| ------------- | ----------------- | ------------ |
|               | (0–1) Jegyzőkönyv | Lux 18'      |

| Central Republican Stadium, Dusanbe Nézőszám: 7500 Játékvezető: Aziz Asimov (üzbég) |

### C csoport
| Hely. | Csapat          | M | Gy | D | V | G+ | G– | Gk  | P  | Továbbjutás                                             |  | Katar | Kína | Hongkong | Maldív-szigetek | Bhután |
| ----- | --------------- | - | -- | - | - | -- | -- | --- | -- | ------------------------------------------------------- |  | ----- | ---- | -------- | --------------- | ------ |
| 1.    | Katar           | 8 | 7  | 0 | 1 | 29 | 4  | +25 | 21 | Továbbjutott a 3. fordulóba és kijutott az Ázsia-kupára |  | —     | 1–0  | 2–0      | 4–0             | 15–    |
| 2.    | Kína            | 8 | 5  | 2 | 1 | 27 | 1  | +26 | 17 | Továbbjutott a 3. fordulóba és kijutott az Ázsia-kupára |  | 2–0   | —    | 0–0      | 4–0             | 12–    |
| 3.    | Hongkong        | 8 | 4  | 2 | 2 | 13 | 5  | +8  | 14 | Továbbjutott az Ázsia-kupa selejtező, 3. fordulójába    |  | 2–3   | 0–0  | —        | 2–0             | 7–0    |
| 4.    | Maldív-szigetek | 8 | 2  | 0 | 6 | 8  | 20 | −12 | 6  | Továbbjutott az Ázsia-kupa selejtező, rájátszásába      |  | 0–1   | 0–3  | 0–1      | —               | 4–2    |
| 5.    | Bhután          | 8 | 0  | 0 | 8 | 5  | 52 | −47 | 0  | Továbbjutott az Ázsia-kupa selejtező, rájátszásába      |  | 0–3   | 0–6  | 0–1      | 3–4             | —      |

| 2015. június 11. 20:00 (UTC+8) |

| Hongkong                                                                                         | 7–0               | Bhután |
| ------------------------------------------------------------------------------------------------ | ----------------- | ------ |
| McKee 19' 57' Christian 23' Lo Kwan Yee 30' Ju Yingzhi 42' Lam Ka Wai 49' (11-esből) Godfred 67' | (4–0) Jegyzőkönyv |        |

| Mong Kok Stadium, Hongkong Nézőszám: 6326 Játékvezető: Çarymyrat Gurbanow (türkmén) |

| 2015. június 11. 21:00 (UTC+5) |

| Maldív-szigetek | 0–1               | Katar              |
| --------------- | ----------------- | ------------------ |
|                 | (0–0) Jegyzőkönyv | Abdelmakszúd 90+9' |

| National Football Stadium, Malé Nézőszám: 9000 Játékvezető: Yudai Yamamoto (japán) |

| 2015. június 16. 18:00 (UTC+6) |

| Bhután | 0–6               | Kína                                              |
| ------ | ----------------- | ------------------------------------------------- |
|        | (0–1) Jegyzőkönyv | Yang Xu 45+2' 60' 76' Wu Lei 55' Yu Dabao 67' 83' |

| Changlimithang Stadium, Thimphu Nézőszám: 10 000 Játékvezető: Rowan Arumughan (indiai) |

| 2015. június 16. 20:00 (UTC+8) |

| Hongkong                      | 2–0               | Maldív-szigetek |
| ----------------------------- | ----------------- | --------------- |
| Xu Deshuai 63' Lam Ka Wai 67' | (0–0) Jegyzőkönyv |                 |

| Mong Kok Stadium, Hongkong Nézőszám: 6370 Játékvezető: Adham Makhadmeh (jordán) |

| 2015. szeptember 3. 19:35 (UTC+8) |

| Kína | 0–0         | Hongkong |
| ---- | ----------- | -------- |
|      | Jegyzőkönyv |          |

| Bao'an Stadium, Shenzhen Nézőszám: 26 173 Játékvezető: Strebre Delovski (ausztrál) |

| 2015. szeptember 3. 19:00 (UTC+3) |

| Katar | 15–0              | Bhután |
| --- | ----------------- | ------ |
| Musa 8' 28' Kasola 18' Aszad Állah 21' 45' 63' Al Haidos 25' 87' Muntari 37' 41' 48' Afif 57' Húhí 62' 70' Mohamad 75' | (8–0) Jegyzőkönyv |        |

| Jassim Bin Hamad Stadium, Doha Nézőszám: 2022 Játékvezető: Mohammad Abu Loum (jordán) |

| 2015. szeptember 8. 19:35 (UTC+8) |

| Maldív-szigetek | 0–3               | Kína                              |
| --------------- | ----------------- | --------------------------------- |
|                 | (0–1) Jegyzőkönyv | Yu Dabao 8' 57' Zhang Linpeng 66' |

| Shenyang Olympic Sports Center Stadium, Shenyang (Kína) Nézőszám: 28 036 Játékvezető: Sukhbir Singh (szingapúri) |

| 2015. szeptember 8. 20:00 (UTC+8) |

| Hongkong               | 2–3               | Katar                           |
| ---------------------- | ----------------- | ------------------------------- |
| Bai He 87' Godfred 89' | (0–1) Jegyzőkönyv | Boudiaf 22' Hassan 62' Musa 84' |

| Mong Kok Stadium, Hongkong Nézőszám: 6396 Játékvezető: Kim Szangu (Kim Sang-woo) (dél-koreai) |

| 2015. október 8. 18:00 (UTC+6) |

| Bhután                                   | 3–4               | Maldív-szigetek                          |
| ---------------------------------------- | ----------------- | ---------------------------------------- |
| Ts. Dorji 85' Gyeltshen 88' Basnet 90+1' | (0–3) Jegyzőkönyv | Nashid 11' Ashfaq 23' 33' 57' (11-esből) |

| Changlimithang Stadium, Thimphu Nézőszám: 7000 Játékvezető: Tayeb Shamsuzzaman (bangladesi) |

| 2015. október 8. 18:30 (UTC+3) |

| Katar       | 1–0               | Kína |
| ----------- | ----------------- | ---- |
| Boudiaf 22' | (1–0) Jegyzőkönyv |      |

| Jassim Bin Hamad Stadium, Doha Nézőszám: 7730 Játékvezető: Ko Hjongdzsin (Ko Hyung-Jin) (dél-koreai) |

| 2015. október 13. 18:00 (UTC+6) |

| Bhután | 0–1               | Hongkong        |
| ------ | ----------------- | --------------- |
|        | (0–0) Jegyzőkönyv | Chan Siu Ki 89' |

| Changlimithang Stadium, Thimphu Nézőszám: 7280 Játékvezető: Aziz Asimov (üzbegisztáni) |

| 2015. október 13. 18:30 (UTC+3) |

| Katar                              | 4–0               | Maldív-szigetek |
| ---------------------------------- | ----------------- | --------------- |
| Húhí 28' 70' Kasola 69' Musa 90+2' | (1–0) Jegyzőkönyv |                 |

| Jassim Bin Hamad Stadium, Doha Nézőszám: 4006 Játékvezető: Ahmed Al-Kaf (ománi) |

| 2015. november 12. 15:50 (UTC+5) |

| Maldív-szigetek | 0–1               | Hongkong                |
| --------------- | ----------------- | ----------------------- |
|                 | (0–1) Jegyzőkönyv | Paulinho 13' (11-esből) |

| Rasmee Dhandu National Stadium, Malé Nézőszám: 6000 Játékvezető: Ammar Al Jeneibi (Egyesült Arab Emírségekbeli) |

| 2015. november 12. 19:35 (UTC+8) |

| Kína | 12–0              | Bhután |
| --- | ----------------- | ------ |
| Mei Fang 10' Yang Xu 13' 21' (11-esből) 37' 52' Yu Dabao 16' 39' Yu Hanchao 34' 72' Wang Yongpo 66' 81' Zhang Xizhe 88' | (7–0) Jegyzőkönyv |        |

| Helong Stadium, Csangsa Nézőszám: 27 358 Játékvezető: Marai Al Awaji (Szaúd-arábiai) |

| 2015. november 17. 18:00 (UTC+6) |

| Bhután | 0–3               | Katar                         |
| ------ | ----------------- | ----------------------------- |
|        | (0–2) Jegyzőkönyv | Muntari 22' Al Haidos 36' 90' |

| Changlimithang Stadium, Thimphu Nézőszám: 4128 Játékvezető: Ilgiz Tantashev (üzbég) |

| 2015. november 17. 20:00 (UTC+8) |

| Hongkong | 0–0         | Kína |
| -------- | ----------- | ---- |
|          | Jegyzőkönyv |      |

| Mongkok Stadium, Hongkong Nézőszám: 6071 Játékvezető: Nawaf Shukralla (bahreini) |

| 2016. március 24. 19:35 (UTC+8) |

| Kína                                | 4–0               | Maldív-szigetek |
| ----------------------------------- | ----------------- | --------------- |
| Jiang Ning 3' 84' 90' Jang Hszü 12' | (2–0) Jegyzőkönyv |                 |

| Wuhan Sports Center Stadium, Vuhan Nézőszám: 32 618 Játékvezető: Ali Al-Qaysi (iraki) |

| 2016. március 24. 19:00 (UTC+4) |

| Katar                      | 2–0               | Hongkong |
| -------------------------- | ----------------- | -------- |
| Al Haidos 20' Quintana 87' | (1–0) Jegyzőkönyv |          |

| Jassim Bin Hamad Stadium, Doha Nézőszám: 10 170 Játékvezető: Dmitrij Masencev (kirgiz) |

| 2016. március 29. 20:15 (UTC+8) |

| Kína                       | 2–0               | Katar |
| -------------------------- | ----------------- | ----- |
| Huang Bowen 57' Vu Lej 88' | (0–0) Jegyzőkönyv |       |

| Shaanxi Province Stadium, Hszian Nézőszám: 46 718 Játékvezető: Mohd Bin Yaacob (maláj) |

| 2016. március 29. 21:00 (UTC+4) |

| Maldív-szigetek                                      | 4–2               | Bhután                            |
| ---------------------------------------------------- | ----------------- | --------------------------------- |
| Asadhulla 37' Ashfaq 81' (11-esből) 90+4' Hassan 87' | (1–1) Jegyzőkönyv | Gyeltshen 7' Dorji 48' (11-esből) |

| Rasmee Dhandu Stadium, Malé Nézőszám: 4102 Játékvezető: Kim Szangvoo (dél-koreai) |

### D csoport
| Hely. | Csapat        | M | Gy | D | V | G+ | G– | Gk  | P  | Továbbjutás                                             |  | Irán | Omán | Türkmenisztán | Guam | India |
| ----- | ------------- | - | -- | - | - | -- | -- | --- | -- | ------------------------------------------------------- |  | ---- | ---- | ------------- | ---- | ----- |
| 1.    | Irán          | 8 | 6  | 2 | 0 | 26 | 3  | +23 | 20 | Továbbjutott a 3. fordulóba és kijutott az Ázsia-kupára |  | —    | 2–0  | 3–1           | 6–0  | 4–0   |
| 2.    | Omán          | 8 | 4  | 2 | 2 | 11 | 7  | +4  | 14 | Továbbjutott a 3. fordulóba és kijutott az Ázsia-kupára |  | 1–1  | —    | 3–1           | 1–0  | 3–0   |
| 3.    | Türkmenisztán | 8 | 4  | 1 | 3 | 10 | 11 | −1  | 13 | Továbbjutott az Ázsia-kupa selejtező, 3. fordulójába    |  | 1–1  | 2–1  | —             | 1–0  | 2–1   |
| 4.    | Guam          | 8 | 2  | 1 | 5 | 3  | 16 | −13 | 7  | Továbbjutott az Ázsia-kupa selejtező, rájátszásába      |  | 0–6  | 0–0  | 1–0           | —    | 2–1   |
| 5.    | India         | 8 | 1  | 0 | 7 | 5  | 18 | −13 | 3  | Továbbjutott az Ázsia-kupa selejtező, rájátszásába      |  | 0–3  | 1–2  | 1–2           | 1–0  | —     |

1. ↑  Az India–Irán mérkőzést a FIFA 3–0 arányban Irán javára írta az indiai Eugeneson Lyngdoh jogosulatlan szereplése miatt.[16] A mérkőzést eredetileg Irán nyerte 3–0-ra.

| 2015. június 11. 16:15 (UTC+10) |

| Guam                   | 1–0               | Türkmenisztán |
| ---------------------- | ----------------- | ------------- |
| Annaorazow 14' (öngól) | (1–0) Jegyzőkönyv |               |

| Guam F.A. National Training Center, Dededo Nézőszám: 3000 Játékvezető: Wang Di (kínai) |

| 2015. június 11. 19:00 (UTC+5:30) |

| India       | 1–2               | Omán                            |
| ----------- | ----------------- | ------------------------------- |
| Chhetri 26' | (1–2) Jegyzőkönyv | Said 1' Al-Hosni 40' (11-esből) |

| Sree Kanteerava Stadium, Bengaluru Nézőszám: 19 312 Játékvezető: Ko Hjongdzsin (Ko Hyung-Jin) (dél-koreai) |

| 2015. június 16. 16:15 (UTC+10) |

| Guam                     | 2–1               | India         |
| ------------------------ | ----------------- | ------------- |
| McDonald 37' Nicklaw 62' | (1–0) Jegyzőkönyv | Chhetri 90+3' |

| Guam F.A. National Training Center, Dededo Nézőszám: 3277 Játékvezető: Võ Minh Trí (vietnámi) |

| 2015. június 16. 18:00 (UTC+5) |

| Türkmenisztán  | 1–1               | Irán     |
| -------------- | ----------------- | -------- |
| Mingazow 45+1' | (1–1) Jegyzőkönyv | Azmun 4' |

| Sport Toplumy Stadium, Daşoguz Nézőszám: 10 000 Játékvezető: Jameel Juma Abdulhusain (bahreini) |

| 2015. szeptember 3. 19:00 (UTC+4:30) |

| Irán                                                           | 6–0               | Guam |
| -------------------------------------------------------------- | ----------------- | ---- |
| Dejagah 10' (11-esből) Táremi 31' 65' Azmun 34' 41' Torabi 89' | (4–0) Jegyzőkönyv |      |

| Azadi Stadium, Tehran Nézőszám: 11 232 Játékvezető: Khamis Al-Marri (katari) |

| 2015. szeptember 3. 19:00 (UTC+4) |

| Omán                                      | 3–1               | Türkmenisztán |
| ----------------------------------------- | ----------------- | ------------- |
| Saleh 7' Saparow 11' (öngól) Al-Hosni 59' | (2–0) Jegyzőkönyv | Amanow 82'    |

| Al-Seeb Stadium, Seeb Nézőszám: 7500 Játékvezető: Muhammad Taqi Aljaafari Bin Jahari (szingapúri) |

| 2015. szeptember 8. 16:00 (UTC+10) |

| Guam | 0–0         | Omán |
| ---- | ----------- | ---- |
|      | Jegyzőkönyv |      |

| Guam F.A. National Training Center, Dededo Nézőszám: 2239 Játékvezető: Hiroyuki Kimura (japán) |

| 2015. szeptember 8. 19:00 (UTC+5:30) |

| India | 0–3 megállapított | Irán                                |
| ----- | ----------------- | ----------------------------------- |
|       | Jegyzőkönyv       | Azmun 28' Teymourian 46' Táremi 49' |

| Sree Kanteerava Stadium, Bangalore Nézőszám: 14 500 Játékvezető: Ammar Al-Jeneibi (egyesült arab emirátusi) |

| 2015. október 8. 18:00 (UTC+5) |

| Türkmenisztán        | 2–1               | India          |
| -------------------- | ----------------- | -------------- |
| Abylow 8' Amanow 60' | (1–1) Jegyzőkönyv | Lalpekhlua 28' |

| Köpetdag Stadium, Ashgabat Nézőszám: 20 100 Játékvezető: Masoud Tufaylieh (szíriai) |

| 2015. október 8. 18:30 (UTC+4) |

| Omán            | 1–1               | Irán         |
| --------------- | ----------------- | ------------ |
| Al-Mukhaini 52' | (0–0) Jegyzőkönyv | Hosseini 70' |

| Sultan Qaboos Sports Complex, Muscat Nézőszám: 12 400 Játékvezető: Valentin Kovalenko (üzbegisztáni) |

| 2015. október 13. 18:00 (UTC+5) |

| Türkmenisztán | 1–0               | Guam |
| ------------- | ----------------- | ---- |
| Abylow 16'    | (1–0) Jegyzőkönyv |      |

| Köpetdag Stadium, Ashgabat Nézőszám: 20 200 Játékvezető: Turki Al-Khudhayr (Szaúd-arábiai) |

| 2015. október 13. 18:30 (UTC+4) |

| Omán                           | 3–0               | India |
| ------------------------------ | ----------------- | ----- |
| Mubarak 55' Al-Muqbali 67' 84' | (0–0) Jegyzőkönyv |       |

| Sultan Qaboos Sports Complex, Muscat Nézőszám: 11 000 Játékvezető: Fahad Al-Marri (katari) |

| 2015. november 12. 15:00 (UTC+3:30) |

| Irán                                                | 3–1               | Türkmenisztán |
| --------------------------------------------------- | ----------------- | ------------- |
| Pouraliganji 6' Ezatolahi 64' Dejagh 83' (11-esből) | (1–0) Jegyzőkönyv | Saparow 62'   |

| Azadi Stadium, Teherán Nézőszám: 35 800 Játékvezető: Kim Dongdzsin (Kim Dong-jin) (Dél-koreai) |

| 2015. november 12. 19:00 (UTC+5:30) |

| India                   | 1–0               | Guam |
| ----------------------- | ----------------- | ---- |
| Singh 10' Se. Singh 41′ | (1–0) Jegyzőkönyv |      |

| Sree Kanteerawa, Bengaluru Nézőszám: 6277 Játékvezető: Jarred Gillett (ausztrál) |

| 2015. november 17. 15:30 (UTC+10) |

| Guam      | 0–6               | Irán                                                                                            |
| --------- | ----------------- | ----------------------------------------------------------------------------------------------- |
| Matki 50′ | (0–2) Jegyzőkönyv | Táremi 12' 63' Kamyabinia 32' Rezaian 49' Shojaei 52' (11-esből) Ansari Fard 53' Beiranvand 72′ |

| Guam FA Field, Dededo Nézőszám: 2087 Játékvezető: Ho Wai Sing (hongkongi) |

| 2015. november 17. 18:00 (UTC+5) |

| Türkmenisztán             | 2–1               | Omán        |
| ------------------------- | ----------------- | ----------- |
| Gevorkyan 40' Muhadov 67' | (1–0) Jegyzőkönyv | Ghasany 70' |

| Kopetdag, Aşgabat Nézőszám: 23 100 Játékvezető: Ma Ning (kínai) |

| 2016. március 24. 19:00 (UTC+4:30) |

| Irán                                                    | 4–0               | India |
| ------------------------------------------------------- | ----------------- | ----- |
| Hádzsszafi 33' (11-esből) 66' Azmun 61' Dzsahánbahs 78' | (1–0) Jegyzőkönyv |       |

| Azadi Stadium, Teherán Nézőszám: 29 160 Játékvezető: Võ Minh Trí (vietnámi) |

| 2016. március 24. 19:00 (UTC+4) |

| Omán        | 1–0               | Guam |
| ----------- | ----------------- | ---- |
| Mubarak 53' | (0–0) Jegyzőkönyv |      |

| Boshar Sultan Qaboos Sport Complex, Maszkat Nézőszám: 8000 Játékvezető: Jameel Abdulhusin (bahreini) |

| 2016. március 29. 18:00 (UTC+5) |

| India       | 1–2               | Türkmenisztán         |
| ----------- | ----------------- | --------------------- |
| Jhingan 26' | (1–0) Jegyzőkönyv | Amanow 48' Ataýew 70' |

| Jawaharla Nehru Stadium, Kocsín Nézőszám: 3111 Játékvezető: Al-Marri (katari) |

| 2016. március 29. 19:00 (UTC+3) |

| Irán          | 2–0               | Omán |
| ------------- | ----------------- | ---- |
| Azmun 16' 23' | (2–0) Jegyzőkönyv |      |

| Azadi Stadium, Teherán Nézőszám: 33 850 Játékvezető: Tódzsó Minoru (japán) |

### E csoport
| Hely. | Csapat      | M | Gy | D | V | G+ | G– | Gk  | P  | Továbbjutás                                             |  | Japán | Szíria | Szingapúr | Afganisztán | Kambodzsa |
| ----- | ----------- | - | -- | - | - | -- | -- | --- | -- | ------------------------------------------------------- |  | ----- | ------ | --------- | ----------- | --------- |
| 1.    | Japán       | 8 | 7  | 1 | 0 | 27 | 0  | +27 | 22 | Továbbjutott a 3. fordulóba és kijutott az Ázsia-kupára |  | —     | 5–0    | 0–0       | 5–0         | 3–0       |
| 2.    | Szíria      | 8 | 6  | 0 | 2 | 26 | 11 | +15 | 18 | Továbbjutott a 3. fordulóba és kijutott az Ázsia-kupára |  | 0–3   | —      | 1–0       | 5–2         | 6–0       |
| 3.    | Szingapúr   | 8 | 3  | 1 | 4 | 9  | 9  | 0   | 10 | Továbbjutott az Ázsia-kupa selejtező, 3. fordulójába    |  | 0–3   | 1–2    | —         | 1–0         | 2–1       |
| 4.    | Afganisztán | 8 | 3  | 0 | 5 | 8  | 24 | −16 | 9  | Továbbjutott az Ázsia-kupa selejtező, rájátszásába      |  | 0–6   | 0–6    | 2–1       | —           | 3–0       |
| 5.    | Kambodzsa   | 8 | 0  | 0 | 8 | 1  | 27 | −26 | 0  | Továbbjutott az Ázsia-kupa selejtező, rájátszásába      |  | 0–2   | 0–6    | 0–4       | 0–1         | —         |

| 2015. június 11. 18:30 (UTC+7) |

| Kambodzsa | 0–4               | Szingapúr                             |
| --------- | ----------------- | ------------------------------------- |
|           | (0–3) Jegyzőkönyv | Khairul 9' Safuwan 21' 35' Fazrul 55' |

| Olympic Stadium, Phnom Penh Nézőszám: 63 000 Játékvezető: Liu Kwok Man (hongkongi) |

| 2015. június 11. 20:00 (UTC+4:30) |

| Afganisztán | 0–6               | Szíria                                                                  |
| ----------- | ----------------- | ----------------------------------------------------------------------- |
|             | (0–3) Jegyzőkönyv | Rafe 19' 35' Ajan 42' Al Hussain 70' Malki 75' Khribin 90+4' (11-esből) |

| Samen Stadium, Mashhad (Irán) Nézőszám: 7647 Játékvezető: Ilgiz Tantashev (üzbég) |

| 2015. június 16. 19:30 (UTC+9) |

| Japán | 0–0         | Szingapúr |
| ----- | ----------- | --------- |
|       | Jegyzőkönyv |           |

| Saitama Stadium 2002, Saitama Nézőszám: 57 533 Játékvezető: Mohanad Qasim Eesee Sarray (iraki) |

| 2015. június 16. 18:30 (UTC+7) |

| Kambodzsa | 0–1               | Afganisztán |
| --------- | ----------------- | ----------- |
|           | (0–0) Jegyzőkönyv | Zazai 86'   |

| Olimpiai Stadion, Phnom Penh Nézőszám: 55 000 Játékvezető: Marai Al-Awaji (Szaúd-arábiai) |

| 2015. szeptember 3. 19:26 (UTC+9) |

| Japán                            | 3–0               | Kambodzsa |
| -------------------------------- | ----------------- | --------- |
| Honda 28' Yoshida 50' Kagawa 61' | (1–0) Jegyzőkönyv |           |

| Saitama Stadium 2002, Saitama Nézőszám: 54 716 Játékvezető: Kim Higon (Kim Hee-gon) (dél-koreai) |

| 2015. szeptember 3. 20:00 (UTC+4) |

| Szíria       | 1–0               | Szingapúr |
| ------------ | ----------------- | --------- |
| Al-Jafal 59' | (0–0) Jegyzőkönyv |           |

| Sultan Qaboos Sports Complex, Muscat (Omán) Nézőszám: 100 Játékvezető: Yousef Al-Marzouq (kuvaiti) |

| 2015. szeptember 8. 18:30 (UTC+7) |

| Kambodzsa | 0–6               | Szíria                                                    |
| --------- | ----------------- | --------------------------------------------------------- |
|           | (0–4) Jegyzőkönyv | Khribin 29' 39' Malki 31' Maowas 44' Midani 50' Omari 81' |

| Olympic Stadium, Phnom Penh Nézőszám: 35 000 Játékvezető: Wang Di (kínai) |

| 2015. szeptember 8. 16:55 (UTC+4:30) |

| Afganisztán | 0–6               | Japán                                                  |
| ----------- | ----------------- | ------------------------------------------------------ |
|             | (0–2) Jegyzőkönyv | Kagawa 10' 50' Morishige 35' Okazaki 57' 60' Honda 74' |

| Azadi Stadium, Teherán (Irán) Nézőszám: 8650 Játékvezető: Khamis Al-Kuwari (katari) |

| 2015. október 8. 20:00 (UTC+8) |

| Szingapúr   | 1–0               | Afganisztán |
| ----------- | ----------------- | ----------- |
| Khairul 72' | (0–0) Jegyzőkönyv |             |

| National Stadium, Kallang Nézőszám: 5400 Játékvezető: Ng Chiu Kok (hongkongi) |

| 2015. október 8. 17:00 (UTC+4) |

| Szíria | 0–3               | Japán                                      |
| ------ | ----------------- | ------------------------------------------ |
|        | (0–0) Jegyzőkönyv | Honda 55' (11-esből) Okazaki 70' Usami 88' |

| Al-Seeb Stadium, Seeb (Omán) Nézőszám: 680 Játékvezető: Ravshan Irmatov (üzbegisztáni) |

| 2015. október 13. 20:00 (UTC+8) |

| Szingapúr            | 2–1               | Kambodzsa  |
| -------------------- | ----------------- | ---------- |
| Faris 16' Fazrul 47' | (1–0) Jegyzőkönyv | Suhana 65' |

| National Stadium, Kallang Nézőszám: 6650 Játékvezető: Kim Dejong (Kim Dae-yong) (dél-koreai) |

| 2015. október 13. 20:00 (UTC+4) |

| Szíria                          | 5–2               | Afganisztán             |
| ------------------------------- | ----------------- | ----------------------- |
| Omari 9' 21' 83' Maowas 32' 90' | (3–1) Jegyzőkönyv | Amiri 44' Shayesteh 78' |

| Al-Seeb Stadium, Seeb (Omán) Nézőszám: 200 Játékvezető: Dmitriy Mashentsev (kirgizisztáni) |

| 2015. november 12. 19:15 (UTC+8) |

| Szingapúr | 0–3               | Japán                              |
| --------- | ----------------- | ---------------------------------- |
|           | (0–2) Jegyzőkönyv | Kanazaki 20' Honda 26' Yoshida 88' |

| Singapore Sports Hub Stadium, Szingapúr Nézőszám: 33 868 Játékvezető: Fahad Al Mirdasi (Szaúd-arábiai) |

| 2015. november 12. 15:00 (UTC+4:30) |

| Afganisztán                      | 3–0               | Kambodzsa |
| -------------------------------- | ----------------- | --------- |
| Zazai 42' Amiri 78' Armani 90+4' | (1–0) Jegyzőkönyv |           |

| Takhti Stadium, Teherán (Irán) Nézőszám: 2585 Játékvezető: Adham Makhadmed (jordán) |

| 2015. november 17. 20:00 (UTC+8) |

| Szingapúr                           | 1–2               | Szíria           |
| ----------------------------------- | ----------------- | ---------------- |
| Baharudin 89' (11-esből) Mohana 55′ | (0–1) Jegyzőkönyv | Khrbin 20' 90+3' |

| Singapore Sports Hub Stadium, Szingapúr Nézőszám: 7468 Játékvezető: Kim Dzsonghjok (Kim Jong-Hyeok) (dél-koreai) |

| 2015. november 17. 19:14 (UTC+7) |

| Kambodzsa | 0–2               | Japán                       |
| --------- | ----------------- | --------------------------- |
|           | (0–0) Jegyzőkönyv | Khoun 51' (öngól) Honda 90' |

| Olimpiai Stadion, Phnompen Nézőszám: 29 871 Játékvezető: Fu Ming (kínai) |

| 2016. március 24. 19:34 (UTC+9) |

| Japán                                                                  | 5–0               | Afganisztán |
| ---------------------------------------------------------------------- | ----------------- | ----------- |
| Okazaki 43' Kijotake 58' Mukhammad 63' (öngól) Josida 74' Kanazaki 78' | (1–0) Jegyzőkönyv |             |

| Saitama Stadium, Szaitama Nézőszám: 48 967 Játékvezető: Mohamad Sarray (iraki) |

| 2016. március 24. 20:00 (UTC+4) |

| Szíria                                                               | 6–0               | Kambodzsa |
| -------------------------------------------------------------------- | ----------------- | --------- |
| Kharbin 7' 19' Kallasi 57' Leng 70' (öngól) Al-Hussain 80' Malki 84' | (2–0) Jegyzőkönyv |           |

| Seeb Stadium, Szíb (Omán) Nézőszám: 100 Játékvezető: Chris Beath (ausztrál) |

| 2016. március 29. 15:00 (UTC+3) |

| Afganisztán           | 2–1               | Szingapúr |
| --------------------- | ----------------- | --------- |
| Amani 39' Shirdel 79' | (1–0) Jegyzőkönyv | Nawaz 89' |

| Takhti Stadium, Teherán (Irán) Nézőszám: 24 500 Játékvezető: Fu Ming (kínai) |

| 2016. március 29. 19:34 (UTC+9) |

| Japán                                                         | 5–0               | Szíria |
| ------------------------------------------------------------- | ----------------- | ------ |
| Al-Masri 17' (öngól) Kagava 66' 90' Honda 86' Haragucsi 90+3' | (1–0) Jegyzőkönyv |        |

| Saitama Stadium, Szaitama Nézőszám: 57 475 Játékvezető: Alirezá Fagáni (iráni) |

### F csoport
| Hely. | Csapat        | M | Gy | D | V | G+ | G– | Gk  | P  | Továbbjutás                                             |  | Thaiföld | Irak | Vietnám | Kínai Köztársaság | Indonézia |
| ----- | ------------- | - | -- | - | - | -- | -- | --- | -- | ------------------------------------------------------- |  | -------- | ---- | ------- | ----------------- | --------- |
| 1.    | Thaiföld      | 6 | 4  | 2 | 0 | 14 | 6  | +8  | 14 | Továbbjutott a 3. fordulóba és kijutott az Ázsia-kupára |  | —        | 2–2  | 1–0     | 4–2               | —         |
| 2.    | Irak          | 6 | 3  | 3 | 0 | 13 | 6  | +7  | 12 | Továbbjutott a 3. fordulóba és kijutott az Ázsia-kupára |  | 2–2      | —    | 1–0     | 5–1               | —         |
| 3.    | Vietnám       | 6 | 2  | 1 | 3 | 7  | 8  | −1  | 7  | Továbbjutott az Ázsia-kupa selejtező, 3. fordulójába    |  | 0–3      | 1–1  | —       | 4–1               | —         |
| 4.    | Tajvan        | 6 | 0  | 0 | 6 | 5  | 19 | −14 | 0  | Továbbjutott az Ázsia-kupa selejtező, rájátszásába      |  | 0–2      | 0–2  | 1–2     | —                 | —         |
| 5.    | Indonézia (D) | 0 | 0  | 0 | 0 | 0  | 0  | 0   | 0  | A FIFA kizárta                                          |  | —        | —    | —       | —                 | —         |

1. ↑  2015. május 30-án a FIFA bejelentette, hogy Indonéziát kizárta a selejtezőből.[20] 2015. június 3-án az AFC bejelentette, hogy Indonézia mérkőzéseit törölték.[21]

| 2015. május 24. 19:00 (UTC+7) |

| Thaiföld    | 1–0               | Vietnám |
| ----------- | ----------------- | ------- |
| Pokklaw 80' | (0–0) Jegyzőkönyv |         |

| Racsamangala Stadion, Bangkok Nézőszám: 40 500 Játékvezető: Ben Williams (ausztrál) |

| 2015. június 16. 19:30 (UTC+8) |

| Tajvan | 0–2               | Thaiföld         |
| ------ | ----------------- | ---------------- |
|        | (0–2) Jegyzőkönyv | Teerasil 21' 39' |

| Taipei Municipal Stadium, Taipei Nézőszám: 18 168 Játékvezető: Ali Shaban (kuvaiti) |

| 2015. szeptember 3. 17:00 (UTC+4:30) |

| Irak                                                             | 5–1               | Tajvan           |
| ---------------------------------------------------------------- | ----------------- | ---------------- |
| Adnan 37' Hosni 59' Yasin 80' Mahmoud 88' Meram 90+1' (11-esből) | (1–0) Jegyzőkönyv | Wen Chih-hao 86' |

| PAS Stadium, Teherán (Irán) Nézőszám: 4200 Játékvezető: Yaqoob Abdul Baki (ománi) |

| 2015. szeptember 8. 19:00 (UTC+8) |

| Tajvan            | 1–2               | Vietnám                                |
| ----------------- | ----------------- | -------------------------------------- |
| Wu Chun-ching 82' | (0–0) Jegyzőkönyv | Đinh Tiến Thành 53' Trần Phi Sơn 90+2' |

| Taipei Municipal Stadium, Taipei Nézőszám: 20 239 Játékvezető: Kim Dejong (Kim Dae-yong) (dél-koreai) |

| 2015. szeptember 8. 19:00 (UTC+7) |

| Thaiföld                              | 2–2               | Irak                  |
| ------------------------------------- | ----------------- | --------------------- |
| Theerathon 80' (11-esből) Mongkol 83' | (0–1) Jegyzőkönyv | Meram 34' Mahmoud 49' |

| Racsamangala Stadion, Bangkok Nézőszám: 43 572 Játékvezető: Masaaki Toma (japán) |

| 2015. október 8. 19:00 (UTC+7) |

| Vietnám          | 1–1               | Irak                     |
| ---------------- | ----------------- | ------------------------ |
| Lê Công Vinh 25' | (1–0) Jegyzőkönyv | Mahmoud 90+7' (11-esből) |

| Mỹ Đình National Stadium, Hanoi Nézőszám: 10 000 Játékvezető: Chris Beath (ausztrál) |

| 2015. október 13. 19:00 (UTC+7) |

| Vietnám | 0–3               | Thaiföld                                                |
| ------- | ----------------- | ------------------------------------------------------- |
|         | (0–1) Jegyzőkönyv | Kroekrit 29' Đinh Tiến Thành 56' (öngól) Theerathon 70' |

| Mỹ Đình National Stadium, Hanoi Nézőszám: 35 000 Játékvezető: Nawaf Shukralla (bahreini) |

| 2015. november 12. 19:00 (UTC+7) |

| Thaiföld                                        | 4–2               | Tajvan                         |
| ----------------------------------------------- | ----------------- | ------------------------------ |
| Dangda 41' A-Nan 52' Kraisorn 72' Chanaboot 74' | (1–1) Jegyzőkönyv | Yen Yaki 3' Huang Kai-chun 65' |

| Rajmangala National Stadium, Bangkok Nézőszám: 50 000 Játékvezető: Dmitriy Mashentsev (kirgiz) |

| 2015. november 17. 19:00 (UTC+8) |

| Tajvan | 0–2               | Irak                  |
| ------ | ----------------- | --------------------- |
|        | (0–1) Jegyzőkönyv | Ismail 19' Mahmúd 85' |

| National Stadium, Kaohsziung Nézőszám: 11 960 Játékvezető: Iida Jumpei (japán) |

| 2016. március 24. 19:00 (UTC+7) |

| Vietnám                                       | 4–1               | Tajvan           |
| --------------------------------------------- | ----------------- | ---------------- |
| Lê Công Vinh 8' 90+1' Nguyễn Văn Toàn 29' 42' | (3–1) Jegyzőkönyv | Wu Chun-ching 7' |

| My Dinh National Stadium, Hanoi Nézőszám: 18 350 Játékvezető: Adham Mokhadmeh (jordán) |

| 2016. március 24. 18:30 (UTC+3) |

| Irak                        | 2–2               | Thaiföld                   |
| --------------------------- | ----------------- | -------------------------- |
| Mahdi Kámel 67' Adnan 90+5' | (1–1) Jegyzőkönyv | Thosakrai 39' Kraisorn 86' |

| PAS Stadium, Teherán (Irán) Nézőszám: 4000 Játékvezető: Abdulramán al-Dzsasszím (katari) |

| 2016. március 29. 18:30 (UTC+2) |

| Irak               | 1–0               | Vietnám |
| ------------------ | ----------------- | ------- |
| Abdul-Raheem 45+1' | (1–0) Jegyzőkönyv |         |

| PAS Stadium, Teherán (Irán) Nézőszám: 2160 Játékvezető: Peter Green (ausztrál) |

### G csoport
| Hely. | Csapat    | M | Gy | D | V | G+ | G– | Gk  | P  | Továbbjutás                                             |  | Dél-Korea | Libanon | Kuvait | Mianmar | Laosz |
| ----- | --------- | - | -- | - | - | -- | -- | --- | -- | ------------------------------------------------------- |  | --------- | ------- | ------ | ------- | ----- |
| 1.    | Dél-Korea | 8 | 8  | 0 | 0 | 27 | 0  | +27 | 24 | Továbbjutott a 3. fordulóba és kijutott az Ázsia-kupára |  | —         | 1–0     | 3–0    | 4–0     | 8–0   |
| 2.    | Libanon   | 8 | 3  | 2 | 3 | 12 | 6  | +6  | 11 | Továbbjutott a 3. fordulóba és kijutott az Ázsia-kupára |  | 0–3       | —       | 0–1    | 1–1     | 7–0   |
| 3.    | Kuvait    | 8 | 3  | 1 | 4 | 12 | 10 | +2  | 10 | Továbbjutott az Ázsia-kupa selejtező, 3. fordulójába    |  | 0–1       | 0–0     | —      | 9–0     | 0–3   |
| 4.    | Mianmar   | 8 | 2  | 2 | 4 | 9  | 21 | −12 | 8  | Továbbjutott az Ázsia-kupa selejtező, rájátszásába      |  | 0–2       | 0–2     | 3–0    | —       | 3–1   |
| 5.    | Laosz     | 8 | 1  | 1 | 6 | 6  | 29 | −23 | 4  | Továbbjutott az Ázsia-kupa selejtező, rájátszásába      |  | 0–5       | 0–2     | 0–2    | 2–2     | —     |

1. 1 2 3 4  2015. október 16-án a FIFA bejelentette, hogy a Kuvaiti labdarúgó-szövetség tagságát felfüggesztette.[23] A 2015. november 17-ére kiírt Mianmar–Kuvait mérkőzést nem játszották le a felfüggesztés miatt,[24] 2016. január 13-án a FIFA a mérkőzést 3–0 arányban Mianmar javára írta.[25] A 2016. március 24-ére, és 29-ére kiírt Kuvait–Laosz, valamint a Dél-Korea–Kuvait mérkőzést nem játszották le, 2016. április 6-án a FIFA a mérkőzéseket 3–0 arányban Laosz, illetve Dél-Korea javára írta.[26]

| 2015. június 11. 19:00 (UTC+7) |

| Laosz                         | 2–2               | Mianmar                            |
| ----------------------------- | ----------------- | ---------------------------------- |
| Sayavutthi 81' (11-esből) 83' | (0–1) Jegyzőkönyv | Zaw Min Tun 41' Kyaw Zayar Win 85' |

| New Laos National Stadium, Vientiane Nézőszám: 1500 Játékvezető: Tan Hai (kínai) |

| 2015. június 11. 17:00 (UTC+3) |

| Libanon | 0–1               | Kuvait     |
| ------- | ----------------- | ---------- |
|         | (0–0) Jegyzőkönyv | Nasser 86' |

| Saida International Stadium, Sidon Nézőszám: 15 215 Játékvezető: Valentin Kovalenko (üzbég) |

| 2015. június 16. 19:00 (UTC+7) |

| Mianmar | 0–2               | Dél-Korea                                                        |
| ------- | ----------------- | ---------------------------------------------------------------- |
|         | (0–1) Jegyzőkönyv | I Dzseszong (Lee Jae-sung) 35' Szong Hungmin (Son Heung-min) 67' |

| Racsamangala Stadion, Bangkok (Thaiföld) Nézőszám: 1090 Játékvezető: Ahmed Al-Kaf (ománi) |

| 2015. június 16. 19:00 (UTC+7) |

| Laosz | 0–2               | Libanon                |
| ----- | ----------------- | ---------------------- |
|       | (0–1) Jegyzőkönyv | Ghaddar 5' Shamsin 75' |

| New Laos National Stadium, Vientiane Nézőszám: 2500 Játékvezető: Yu Ming-hsun (tajvani) |

| 2015. szeptember 3. 20:00 (UTC+9) |

| Dél-Korea                                                                                               | 8–0               | Laosz |
| --- | ----------------- | ----- |
| Lee Chung-yong 9' Son Heung-min 12' 74' 89' Kwon Chang-hoon 30' 75' Suk Hyun-jun 57' Lee Jae-sung 90+4' | (3–0) Jegyzőkönyv |       |

| Hwaseong Stadium, Hvaszong, Kjonggi Nézőszám: 30 205 Játékvezető: Iida Jumpei (japán) |

| 2015. szeptember 3. 20:00 (UTC+3) |

| Kuvait | 9–0               | Mianmar |
| --- | ----------------- | ------- |
| Nasser 11' 18' Maqseed 12' Zayid 46' Zaw Min Tun 56' (öngól) Mashaan 61' Al-Mutawa 69' (11-esből) 88' 90+3' | (3–0) Jegyzőkönyv |         |

| Abdullah bin Khalifa Stadium, Doha, (Katar) Nézőszám: 550 Játékvezető: Aziz Asimov (üzbegisztáni) |

| 2015. szeptember 8. 19:00 (UTC+7) |

| Laosz | 0–2               | Kuvait                              |
| ----- | ----------------- | ----------------------------------- |
|       | (0–1) Jegyzőkönyv | Nasser 31' Al-Mutawa 84' (11-esből) |

| New Laos National Stadium, Vientiane Nézőszám: 1300 Játékvezető: Sivakorn Pu-Udom (thaiföldi) |

| 2015. szeptember 8. 17:00 (UTC+3) |

| Libanon | 0–3               | Dél-Korea                                                              |
| ------- | ----------------- | ---------------------------------------------------------------------- |
|         | (0–2) Jegyzőkönyv | Jang Hyun-soo 22' (11-esből) Ali Hamam 26' (öngól) Kwon Chang-hoon 60' |

| Saida International Stadium, Sidon Nézőszám: 5500 Játékvezető: Dmitriy Mashentsev (kirgiz) |

| 2015. október 8. 19:00 (UTC+7) |

| Mianmar | 0–2               | Libanon                 |
| ------- | ----------------- | ----------------------- |
|         | (0–1) Jegyzőkönyv | Maatoukk 28' Atwi 90+3' |

| Supachalasai Stadium, Bangkok (Thaiföld) Nézőszám: 3056 Játékvezető: Mohd Abdul Wahab (malajziai) |

| 2015. október 8. 17:55 (UTC+3) |

| Kuvait | 0–1               | Dél-Korea        |
| ------ | ----------------- | ---------------- |
|        | (0–1) Jegyzőkönyv | Koo Ja-cheol 12' |

| Al Kuwait Sports Club Stadium, Kuvajtváros Nézőszám: 12 350 Játékvezető: Alireza Faghani (iráni) |

| 2015. október 13. 19:00 (UTC+7) |

| Mianmar                                       | 3–1               | Laosz         |
| --------------------------------------------- | ----------------- | ------------- |
| Suan Lam Mang 13' Kyaw Ko Ko 32' Aung Thu 50' | (2–1) Jegyzőkönyv | Sayavutthi 2' |

| Supachalasai Stadium, Bangkok (Thaiföld) Nézőszám: 6500 Játékvezető: Salah Abbas (bahreini) |

| 2015. október 13. 19:30 (UTC+3) |

| Kuvait | 0–0         | Libanon |
| ------ | ----------- | ------- |
|        | Jegyzőkönyv |         |

| Al Kuwait Sports Club Stadium, Kuvaitváros Nézőszám: 12 150 Játékvezető: Ammar Al-Jeneibi (egyesült arab emírségekbeli) |

| 2015. november 12. 20:00 (UTC+9) |

| Dél-Korea                                                         | 4–0               | Mianmar |
| ----------------------------------------------------------------- | ----------------- | ------- |
| Lee Jae-sung 18' Koo Ja-cheol 30' Jang Hyunsoo 82' Nam Taehee 86' | (2–0) Jegyzőkönyv |         |

| Suwon World Cup Stadium, Szuvon Nézőszám: 24 270 Játékvezető: Khasim Al Marri (katari) |

| 2015. november 12. |

| Libanon                                                                 | 7–0               | Laosz |
| ----------------------------------------------------------------------- | ----------------- | ----- |
| Mohamad 27' Antar 34' Chaito 36' 90+3' Hamam 42' Maatouk 59' Oumari 90' | (4–0) Jegyzőkönyv |       |

| Municipal Stadium, Bejrút Nézőszám: 2000 Játékvezető: Sivakorn Pu-Udom (thai) |

| 2015. november 17. 19:00 (UTC+7) |

| Laosz | 0–5               | Dél-Korea                                                              |
| ----- | ----------------- | ---------------------------------------------------------------------- |
|       | (0–4) Jegyzőkönyv | Ki Szung Jueng 3' (11-esből) 33' Szon Hungmin 35' 67' Suk Hyun-jun 43' |

| New Laos National Stadium, Vientiane Nézőszám: 3000 Játékvezető: Turki Al-Khudair (Szaúd-arábiai) |

| Törölve |

| Mianmar | 3–0 megállapított | Kuvait |
| ------- | ----------------- | ------ |
|         |                   |        |

| Racsamangala Stadion, Bangkok (Thaiföld) |

| 2016. március 24. 20:00 (UTC+9) |

| Dél-Korea          | 1–0               | Libanon |
| ------------------ | ----------------- | ------- |
| I Dzsonghjop 90+3' | (0–0) Jegyzőkönyv |         |

| Ansan WA Stadium, Ansan Nézőszám: 30 532 Játékvezető: Ma Ning (kínai) |

| Törölve |

| Kuvait | 0–3 megállapított | Laosz |
| ------ | ----------------- | ----- |
|        |                   |       |

| Al Kuwait Sports Club Stadium, Kuvaitváros |

| 2016. március 29. 15:00 (UTC+2) |

| Libanon                   | 1–1               | Mianmar                         |
| ------------------------- | ----------------- | ------------------------------- |
| El-Helwe 88' Oumari 90+2′ | (0–0) Jegyzőkönyv | Aung Thu 73' Hein Thiha Zaw 86′ |

| Municipal Stadium of Lebanon, Szidón Nézőszám: 3470 Játékvezető: Iida Jumpei (japán) |

| Törölve |

| Dél-Korea | 3–0 megállapított | Kuvait |
| --------- | ----------------- | ------ |
|           |                   |        |

| Seoul World Cup Stadium, Szöul |

### H csoport
| Hely. | Csapat         | M | Gy | D | V | G+ | G– | Gk  | P  | Továbbjutás                                             |  | Üzbegisztán | Észak-Korea | Fülöp-szigetek | Bahrein | Jemen |
| ----- | -------------- | - | -- | - | - | -- | -- | --- | -- | ------------------------------------------------------- |  | ----------- | ----------- | -------------- | ------- | ----- |
| 1.    | Üzbegisztán    | 8 | 7  | 0 | 1 | 20 | 7  | +13 | 21 | Továbbjutott a 3. fordulóba és kijutott az Ázsia-kupára |  | —           | 3–1         | 1–0            | 1–0     | 1–0   |
| 2.    | Észak-Korea    | 8 | 5  | 1 | 2 | 14 | 8  | +6  | 16 | Továbbjutott a 3. fordulóba és kijutott az Ázsia-kupára |  | 4–2         | —           | 0–0            | 2–0     | 1–0   |
| 3.    | Fülöp-szigetek | 8 | 3  | 1 | 4 | 8  | 12 | −4  | 10 | Továbbjutott az Ázsia-kupa selejtező, 3. fordulójába    |  | 1–5         | 3–2         | —              | 2–1     | 0–1   |
| 4.    | Bahrein        | 8 | 3  | 0 | 5 | 10 | 10 | 0   | 9  | Továbbjutott az Ázsia-kupa selejtező, rájátszásába      |  | 0–4         | 0–1         | 2–0            | —       | 3–0   |
| 5.    | Jemen          | 8 | 1  | 0 | 7 | 2  | 17 | −15 | 3  | Továbbjutott az Ázsia-kupa selejtező, rájátszásába      |  | 1–3         | 0–3         | 0–2            | 0–4     | —     |

1. ↑  A Jemen–Észak-Korea mérkőzést a FIFA 3–0-val Észak-Korea javára írta, a jemeni Mudir Al-Radaei jogosulatlan szereplése miatt. A mérkőzést eredetileg Észak-Korea nyerte 1–0-ra.[33]

| 2015. június 11. 20:00 (UTC+8) |

| Fülöp-szigetek           | 2–1               | Bahrein        |
| ------------------------ | ----------------- | -------------- |
| Bahadoran 50' Patiño 60' | (0–0) Jegyzőkönyv | el-Malúd 90+3' |

| Philippine Sports Stadium, Bocaue Nézőszám: 6000 Játékvezető: Iida Jumpei (japán) |

| 2015. június 11. 19:00 (UTC+3) |

| Jemen | 0–3 megállapított | Észak-Korea                 |
| ----- | ----------------- | --------------------------- |
|       | Jegyzőkönyv       | Szo Hjonuk (So Hyon-uk) 71' |

| Suheim Bin Hamad Stadium, Doha (Katar) Nézőszám: 3200 Játékvezető: Hettikamkanamge Perera (Srí Lanka-i) |

| 2015. június 16. 17:00 (UTC+9) |

| Észak-Korea | 4–2               | Üzbegisztán             |
| --- | ----------------- | ----------------------- |
| Pak Kvangnjong (Pak Kwang-ryong) 4' Csang Kukcshol (Jang Kuk-chol) 16' Ro Hakszu (Ro Hak-su) 34' Ri Hjokcshol (Ri Hyok-chol) 36' | (4–0) Jegyzőkönyv | Sergeev 53' Rasidov 79' |

| Kim Ir Szen Stadion, Phenjan Nézőszám: 42 000 Játékvezető: Mohd Amirul Izwan Bin Yaacob (maláj) |

| 2015. június 16. 19:00 (UTC+3) |

| Jemen | 0–2               | Fülöp-szigetek           |
| ----- | ----------------- | ------------------------ |
|       | (0–0) Jegyzőkönyv | Bahadoran 52' Ramsay 74' |

| Suheim Bin Hamad Stadium, Doha (Katar) Nézőszám: 5200 Játékvezető: Dmitriy Mashentsev (kirgiz) |

| 2015. szeptember 3. 19:00 (UTC+5) |

| Üzbegisztán  | 1–0               | Jemen |
| ------------ | ----------------- | ----- |
| Geynrikh 51' | (0–0) Jegyzőkönyv |       |

| Pakhtakor Markaziy Stadium, Taskent Nézőszám: 15 000 Játékvezető: I Minhu (Lee Min-hu) (dél-koreai) |

| 2015. szeptember 3. 18:40 (UTC+3) |

| Bahrein | 0–1               | Észak-Korea                     |
| ------- | ----------------- | ------------------------------- |
|         | (0–1) Jegyzőkönyv | Csong Ilgvan (Jong Il-gwan) 42' |

| Bahrain National Stadium, Riffa Nézőszám: 9500 Játékvezető: Mohsen Torky (iráni) |

| 2015. szeptember 8. 20:00 (UTC+8) |

| Fülöp-szigetek | 1–5               | Üzbegisztán                                |
| -------------- | ----------------- | ------------------------------------------ |
| Schröck 68'    | (0–3) Jegyzőkönyv | Ahmedov 1' Rasidov 14' 80' Sergeev 43' 65' |

| Philippine Sports Stadium, Bocaue Nézőszám: 7500 Játékvezető: Peter Green (ausztrál) |

| 2015. szeptember 8. 19:00 (UTC+3) |

| Jemen | 0–4               | Bahrein                                                     |
| ----- | ----------------- | ----------------------------------------------------------- |
|       | (0–2) Jegyzőkönyv | Ali Baba 31' (11-esből) Al-Husaini 45+1' Omar 66' Adnan 77' |

| Suheim Bin Hamad Stadium, Doha (Katar) Nézőszám: 421 Játékvezető: Turki Al-Khudhayr (Szaúd-arábiai) |

| 2015. október 8. 16:00 (UTC+8:30) |

| Észak-Korea | 0–0         | Fülöp-szigetek |
| ----------- | ----------- | -------------- |
|             | Jegyzőkönyv |                |

| Kim Ir Szen Stadion, Phenjan Nézőszám: 41 000 Játékvezető: Ma Ning (kínai) |

| 2015. október 8. 18:00 (UTC+3) |

| Bahrein | 0–4               | Üzbegisztán                                          |
| ------- | ----------------- | ---------------------------------------------------- |
|         | (0–0) Jegyzőkönyv | Sergeev 52' Ahmedov 56' Rasidov 66' Shomurodov 90+5' |

| Bahrain National Stadium, Riffa Nézőszám: 5000 Játékvezető: Minoru Tojo (japán) |

| 2015. október 13. 18:00 (UTC+8:30) |

| Észak-Korea                 | 1–0               | Jemen |
| --------------------------- | ----------------- | ----- |
| Jong Il-gwan 12' (11-esből) | (1–0) Jegyzőkönyv |       |

| Kim Ir Szen Stadion, Phenjan Nézőszám: 41 000 Játékvezető: Liu Kwok Man (hongkongi) |

| 2015. október 13. 18:00 (UTC+3) |

| Bahrein                  | 2–0               | Fülöp-szigetek |
| ------------------------ | ----------------- | -------------- |
| Abdullatif 53' Adnan 61' | (0–0) Jegyzőkönyv |                |

| Bahrain National Stadium, Riffa Nézőszám: 3050 Játékvezető: Mohanad Qasim Eesee Sarray (iraki) |

| 2015. november 12. 20:00 (UTC+8) |

| Fülöp-szigetek | 0–1               | Jemen         |
| -------------- | ----------------- | ------------- |
|                | (0–0) Jegyzőkönyv | Al Sarori 83' |

| Rizal Memorial Stadium, Manila Nézőszám: 6478 Játékvezető: Kim Higon (Kim Hee-gon) (dél-koreai) |

| 2015. november 12. 18:00 (UTC+5) |

| Üzbegisztán                          | 3–1               | Észak-Korea                    |
| ------------------------------------ | ----------------- | ------------------------------ |
| Sergeev 23' Geynrikh 65' Ahmedov 87' | (1–1) Jegyzőkönyv | Ri Hjokcshol (Ri Hyok-chol) 2' |

| Pakhtakor, Taskent Nézőszám: 27 135 Játékvezető: Alireza Faghani (iráni) |

| 2015. november 17. 15:30 (UTC+8:30) |

| Észak-Korea                                    | 2–0               | Bahrein |
| ---------------------------------------------- | ----------------- | ------- |
| Pak Kvangnjong 45+1' (11-esből) Jong I G 90+3' | (1–0) Jegyzőkönyv |         |

| Kim Ir Szen Stadion, Phenjan Nézőszám: 45 000 Játékvezető: Muhammad Bin Jahari (szingapúri) |

| 2015. november 17. 18:30 (UTC+3) |

| Jemen           | 1–3               | Üzbegisztán                          |
| --------------- | ----------------- | ------------------------------------ |
| Al Sarori 90+2' | (0–2) Jegyzőkönyv | Haydarov 7' Djeparov 31' Andreev 50' |

| Grand Hamad Stadium, (Katar) Nézőszám: 350 Játékvezető: Abdullah Al Hilali (ománi) |

| 2016. március 24. 18:00 (UTC+5) |

| Üzbegisztán  | 1–0               | Fülöp-szigetek |
| ------------ | ----------------- | -------------- |
| Ismailov 59' | (0–0) Jegyzőkönyv | Porteria 10′   |

| Bunyodkor Stadium, Taskent Nézőszám: 34 000 Játékvezető: Szató Rjúdzsi (japán) |

| 2016. március 24. 18:30 (UTC+3) |

| Bahrein                                              | 3–0               | Jemen |
| ---------------------------------------------------- | ----------------- | ----- |
| el-Latíf 31' (11-esből) el-Malúd 63' Alrohmani 90+2' | (1–0) Jegyzőkönyv |       |

| Bahrain National Stadium, Riffa Nézőszám: 1000 Játékvezető: Ahmed Al-Kaf (ománi) |

| 2016. március 29. 20:00 (UTC+8) |

| Fülöp-szigetek                   | 3–2               | Észak-Korea                         |
| -------------------------------- | ----------------- | ----------------------------------- |
| Bahadoran 43' Ott 84' Ramsay 90' | (1–1) Jegyzőkönyv | So Kyong-jin 45+2' Ri Hyok-chol 48' |

| Rizal Memorial Stadium, Manila Nézőszám: 7350 Játékvezető: Fahad Al-Mirdasi (szaúd-arábiai) |

| 2016. március 29. 18:00 (UTC+4) |

| Üzbegisztán | 1–0               | Bahrein |
| ----------- | ----------------- | ------- |
| Rasidov 50' | (0–0) Jegyzőkönyv |         |

| Bunyodkor Stadium, Taskent Nézőszám: 34 000 Játékvezető: Mohammed Abdulla Hassan (Egyesült Arab Emírségekbeli) |

### Másodikok sorrendje
A csoportmásodikok sorrendjét a következők szerint kellett meghatározni:
1. több szerzett pont (3 pont a győzelem, 1 pont a döntetlen, 0 pont a vereség)
2. jobb gólkülönbség
3. több szerzett gól
4. rájátszás mérkőzés semleges helyszínen

Indonézia kizárása miatt az F csoportban csak négy csapat szerepelt. Emiatt az ötödik helyezett csapat elleni eredményeket nem vették figyelembe a rangsorolásnál.
| Hely. | Cs | Csapat                  | M | Gy | D | V | G+ | G– | Gk  | P  | Továbbjutás                                             |
| ----- | -- | ----------------------- | - | -- | - | - | -- | -- | --- | -- | ------------------------------------------------------- |
| 1.    | F  | Irak                    | 6 | 3  | 3 | 0 | 13 | 6  | +7  | 12 | Továbbjutott a 3. fordulóba és kijutott az Ázsia-kupára |
| 2.    | E  | Szíria                  | 6 | 4  | 0 | 2 | 14 | 11 | +3  | 12 | Továbbjutott a 3. fordulóba és kijutott az Ázsia-kupára |
| 3.    | A  | Egyesült Arab Emírségek | 6 | 3  | 2 | 1 | 16 | 4  | +12 | 11 | Továbbjutott a 3. fordulóba és kijutott az Ázsia-kupára |
| 4.    | C  | Kína                    | 6 | 3  | 2 | 1 | 9  | 1  | +8  | 11 | Továbbjutott a 3. fordulóba és kijutott az Ázsia-kupára |
| 5.    | H  | Észak-Korea             | 6 | 3  | 1 | 2 | 10 | 8  | +2  | 10 | Továbbjutott az Ázsia-kupa selejtező, 3. fordulójába    |
| 6.    | B  | Jordánia                | 6 | 3  | 1 | 2 | 9  | 7  | +2  | 10 | Továbbjutott az Ázsia-kupa selejtező, 3. fordulójába    |
| 7.    | D  | Omán                    | 6 | 2  | 2 | 2 | 6  | 6  | 0   | 8  | Továbbjutott az Ázsia-kupa selejtező, 3. fordulójába    |
| 8.    | G  | Libanon                 | 6 | 1  | 2 | 3 | 3  | 6  | −3  | 5  | Továbbjutott az Ázsia-kupa selejtező, 3. fordulójába    |

### Negyedikek sorrendje
A csoportnegyedikek sorrendjét a következők szerint kellett meghatározni:
1. több szerzett pont (3 pont a győzelem, 1 pont a döntetlen, 0 pont a vereség)
2. jobb gólkülönbség
3. több szerzett gól
4. rájátszás mérkőzés semleges helyszínen

Indonézia kizárása miatt az F csoportban csak négy csapat szerepelt. Emiatt az ötödik helyezett csapat elleni eredményeket nem vették figyelembe a rangsorolásnál.
| Hely. | Cs | Csapat          | M | Gy | D | V | G+ | G– | Gk  | P | Továbbjutás                                          |
| ----- | -- | --------------- | - | -- | - | - | -- | -- | --- | - | ---------------------------------------------------- |
| 1.    | D  | Guam            | 6 | 1  | 1 | 4 | 1  | 14 | −13 | 4 | Továbbjutott az Ázsia-kupa selejtező, 3. fordulójába |
| 2.    | G  | Mianmar         | 6 | 1  | 1 | 4 | 4  | 18 | −14 | 4 | Továbbjutott az Ázsia-kupa selejtező, 3. fordulójába |
| 3.    | H  | Bahrein         | 6 | 1  | 0 | 5 | 3  | 10 | −7  | 3 | Továbbjutott az Ázsia-kupa selejtező, 3. fordulójába |
| 4.    | E  | Afganisztán     | 6 | 1  | 0 | 5 | 4  | 24 | −20 | 3 | Továbbjutott az Ázsia-kupa selejtező, 3. fordulójába |
| 5.    | B  | Tádzsikisztán   | 6 | 0  | 1 | 5 | 3  | 19 | −16 | 1 | Továbbjutott az Ázsia-kupa selejtező, rájátszásába   |
| 6.    | F  | Tajvan          | 6 | 0  | 0 | 6 | 5  | 19 | −14 | 0 | Továbbjutott az Ázsia-kupa selejtező, rájátszásába   |
| 7.    | C  | Maldív-szigetek | 6 | 0  | 0 | 6 | 0  | 15 | −15 | 0 | Továbbjutott az Ázsia-kupa selejtező, rájátszásába   |
| 8.    | A  | Malajzia        | 6 | 0  | 0 | 6 | 1  | 29 | −28 | 0 | Továbbjutott az Ázsia-kupa selejtező, rájátszásába   |